# Храм Сергия Радонежского в Крапивниках
Храм Преподобного Сергия Радонежского в Крапивниках — православный храм в Тверском районе Москвы. Входит в состав Иверского благочиния Московской епархии Русской православной церкви, является подворьем патриарха Московского и всея Руси.
Архитектор (предположительно) Дмитрий Ухтомский.

## Прежние названия
- Церковь Сергия в Старых Серебрениках;
- Церковь Сергия в Сторожах;
- Церковь Сергия, что на Трубе;
- Церковь Сергия на Петровке у Трубы;
- Храм преподобного Сергия Радонежского чудотворца при Константинопольском подворье;
- Церковь Сергия Радонежского, что в Крапивках.

## История
- 1625 год — начало каменного строительства[3].
- 1678 год — построена наиболее ранняя часть существующего здания.
- 1702 год — построен широкий южный придел Усекновения Главы Иоанна Предтечи, который объединён с пространством трапезной[4].
- 1749—1750 гг. — возведен второй ярус над древним четвериком и колокольня, а также построен северный Никольский придел, вытянутый вдоль четверика и трапезной[3].
- 1883 год — земля, на которой стоит храм, передана Константинопольскому подворью (представительству Вселенского Патриарха в России). Сама церковь Сергия Радонежского передана в ведение представительства.
- 1920 год — колокольня сломана до второго яруса, остался лишь нижний объём с крупным горизонтальным рустом и тяжелым карнизом.
- 25 апреля 1922 год — изъятие церковных ценностей большевиками из храма[5].
- 5 февраля 1938 год — закрытие храма, ликвидация подворья.
- 1960 год — здание храма передано заводу металлических изделий.
- 1991 год — возобновление богослужений;
- Август 1991 год — в храм передан Кийский крест.
- 1993 год — при храме открыт Лицей духовной культуры во имя Преподобного Серафима Саровского.
- 1997—1998 годы — изготовлены деревянные иконостасы для всех приделов храма, а также резные деревянные киоты для икон.
- 2001 год — восстановление колокольни.
- 2003 год — открытие приписного храма Преподобного Серафима Саровского в Измайлово.
- 2010 год — освящение алтаря и начало богослужений в приделе Всех Святых в земле Российской просиявших.
- 2012 год — восстановление исторических проемов между приделами храма.
- 2013 год — открытие алтарной росписи в приделе Преподобного Серафима Саровского. Роспись выполнена живописцем Ириной Зарон[6].

## Духовенство
- Настоятель храма — протоиерей Александр Абрамов
- Иерей Павел Спесивцев[7]

## Святыни храма
Кийский крест с частицами мощей 300 святых угодников Божиих.
Крест является точной копией Креста Христова. Он выполнен из кипариса, которому более 3000 лет и содержит в себе частицы мощей святых угодников, прославленных Церковью. Крест был сооружен Патриархом Никоном в 1657 году в память об избавлении от кораблекрушения и считается самым значительным собранием мощей в Православии. Он обладает чудотворными свойствами.
Феодоровская икона.
Предположительно, один из 4 чудотворных списков иконы Феодоровской Божией Матери, перед которым молятся о помощи при родах и о семейном благополучии.
Чтимая икона Преподобного Сергия XVIII века с частицей мощей.
«По преданию, пред сею иконою три раза возжигалась ночью свеча, почему и икона сия считается и доныне чудотворной. На ней до 1875 года висел сребропозлащенный крест с частицей мощей Преподобного Сергия».

## Усыпальница Ухтомских
В XVI—XVIII веках усопших князей Ухтомских погребали в церкви Преподобного Сергия Радонежского в Крапивниках. На северной внешней стене придела Преподобного Серафима находятся четыре поминальные каменные плиты с погребальными надписями рода Ухтомских.

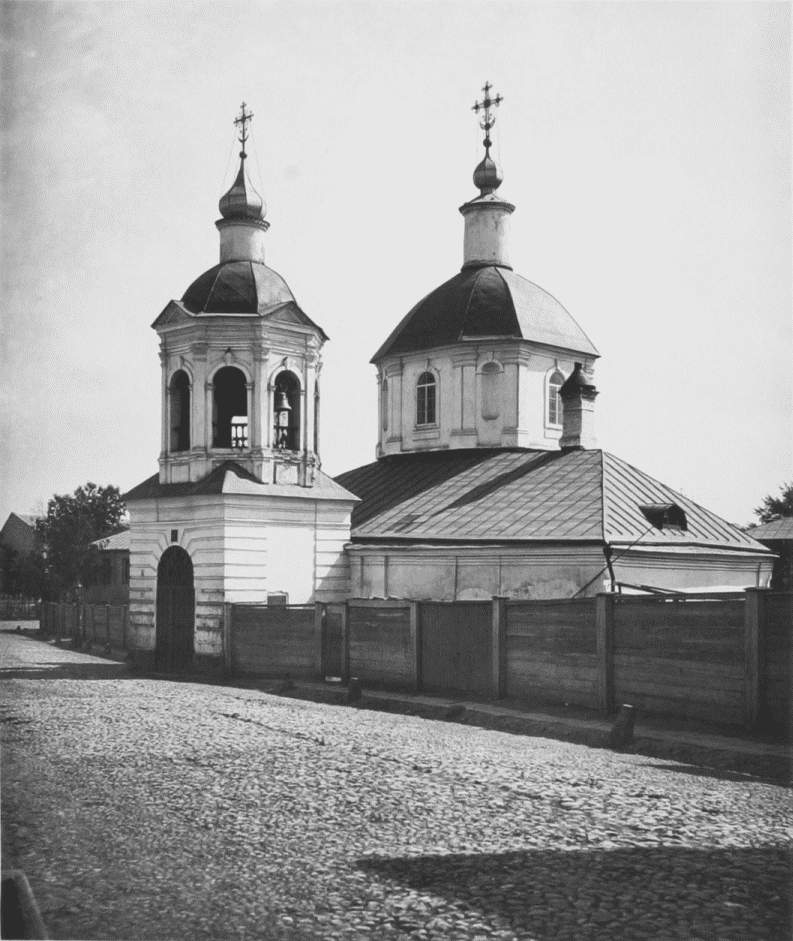
Церковь Сергия в Крапивниках, 1881 год

В период с XVI века по настоящее время в храме служили и создавали общины следующие священнослужители:
- 1625—1628 годы — иерей Иоанн.
- 1631—1632, 1635 годы — иерей Кузьма Игнатьев.
- 1638—1644 годы — иерей Агафоник.
- 1645—1656 годы — иерей Игнатий.
- 1657 год — иерей Игнатий, диакон Борис.
- 1657—1668 годы — иерей Филипп.
- 1669 год — иерей Игнатий.
- 1670—1680 годы — иерей Мефодий Иванов.
- 1681 год — иерей Мефодий Иванов, диакон Павел Микитин, просвирница Анна Васильевна.
- 1682—1684 годы — иерей Борис Мефодиев, диакон Алексей.
- 1686—1699 годы — иерей Алексей Иванов.
- 1702 год — иерей Алексей Иванов, диакон Стефан Алексеев, просвирница Василиса.
- 1700—1712 годы — диакон Никита Иванов.
- 1713—1718 годы — дьячок Иван Андреев.
- 1720—1746 годы — иерей Никита Иванов.
- 1722 год — диакон Феодор Андреев.
- 1738—1745 годы — диакон Матфей Филиппов, пономарь Дмитрий Наумов, просвирница Татьяна Перфильева.
- 1745 год — диакон Иван Андреев.
- 1749 год — иерей Семен Иванов.
- 1771 год — диакон Николай Дмитриев, дьячок Михаил Петров.
- 1809 год — иерей Михаил Петров, диакон Алексей Устинов.
- 1811 год — иерей Михаил Петров, диакон Михаил Васильев.
- 1883—1892 годы — архимандрит Серафим Скорули.
- 1892—1894 годы — архимандрит Святогробский Арсений Ангелидис.
- 1894—1896 годы — архимандрит Иаков (Димопуло) (из Афонского Ватопедского монастыря).
- 1991—1993 годы — протоиерей Глеб Каледа, иеромонах Иоанн (Экономцев), иерей Иоанн Свиридов.
- 1993 год — иерей Георгий Мартынов.
- 199? — 2000 годы — диакон Евгений Вермул.
- 1991—2010 годы — протоиерей Иоанн Вавилов.
- 2001—2011 годы — диакон, затем священник Сергий Ермаков.
- 2010 год — н.в. — священник Павел Спесивцев.
- 2010 год — н.в. — протоиерей Александр Абрамов